# سست‌شاخان
سست‌شاخان (نام علمی: Ischnocera) نام یک زیرراسته از راسته شپش است. این نوع شپش معمولاً انگل خارجی پرندگان است.